# Fotbal na Letních olympijských hrách 1968
Fotbalový turnaj na Letních olympijských hrách 1968 byl 12. oficiální fotbalový turnaj na olympijských hrách. Vítězem se stala maďarská fotbalová reprezentace, která tak obhájila titul z minulých her.

## Kvalifikace
Hlavní článek: Kvalifikace na fotbalový turnaj na Letních olympijských hrách 1968
| - Afrika (CAF) - Guinea - Nigérie - Ghana (místo odhlášeného Maroka) - Asie (AFC) - Japonsko - Thajsko - Izrael - Severní, Střední Amerika a Karibik (CONCACAF) - Guatemala - Salvador - Jižní Amerika (CONMEBOL) - Brazílie - Kolumbie |  | - Evropa (UEFA) - Maďarsko (obhájce titulu) - Československo - Bulharsko - Francie - Španělsko - Hostitel - Mexiko |

## Základní skupiny

### Skupina A
| Tým      | Z | V | R | P | VG | IG | +/- | B |
| -------- | - | - | - | - | -- | -- | --- | - |
| Francie  | 3 | 2 | 0 | 1 | 8  | 4  | +4  | 4 |
| Mexiko   | 3 | 2 | 0 | 1 | 6  | 4  | +2  | 4 |
| Kolumbie | 3 | 1 | 0 | 2 | 4  | 5  | -1  | 2 |
| Guinea   | 3 | 1 | 0 | 2 | 4  | 9  | -5  | 2 |

| 13. října 1968 12:00 |        |          |                                                     |
| Mexiko               | 1 : 0  | Kolumbie | Aztécký stadion, Mexico City rozhodčí: Istvan Zsolt |
| Estrada 6'           | Report |          | Aztécký stadion, Mexico City rozhodčí: Istvan Zsolt |

| 13. října 1968 12:00                    |        |           |                                                         |
| Francie                                 | 3 : 1  | Guinea    | Estadio Cuauhtémoc, Puebla rozhodčí: Milivoje Gugulović |
| Hallet 61' Horlaville 64' Perrigaud 70' | Report | Maxim 79' | Estadio Cuauhtémoc, Puebla rozhodčí: Milivoje Gugulović |

| 15. října 1968 12:00      |        |                        |                                                        |
| Guinea                    | 3 : 2  | Kolumbie               | Estadio Cuauhtémoc, Puebla rozhodčí: Dimitar Rumenchev |
| Ndongo 26' Bouya 58', 84' | Report | Santa 49' Mosquera 66' | Estadio Cuauhtémoc, Puebla rozhodčí: Dimitar Rumenchev |

| 15. října 1968 12:00                                |        |               |                                                     |
| Francie                                             | 4 : 1  | Mexiko        | Aztécký stadion, Mexico City rozhodčí: Erwin Hieger |
| Kanyan Case 20', 69' Tamboueon 30' Medina 36' (vl.) | Report | Victorino 26' | Aztécký stadion, Mexico City rozhodčí: Erwin Hieger |

| 17. října 1968 12:00                      |        |        |                                                        |
| Mexiko                                    | 4 : 0  | Guinea | Aztécký stadion, Mexico City rozhodčí: Suvaree Wanchai |
| Pereda 70', 85' Pulido Rodríguez 86', 88' | Report |        | Aztécký stadion, Mexico City rozhodčí: Suvaree Wanchai |

| 17. října 1968 12:00           |        |               |                                                  |
| Kolumbie                       | 2 : 1  | Francie       | Estadio Cuauhtémoc, Puebla rozhodčí: Karol Galba |
| Tamayo Hoyos 14' Jaramillo 35' | Report | Tamboueon 59' | Estadio Cuauhtémoc, Puebla rozhodčí: Karol Galba |

### Skupina B
| Tým       | Z | V | R | P | VG | IG | +/- | B |
| --------- | - | - | - | - | -- | -- | --- | - |
| Španělsko | 3 | 2 | 1 | 0 | 4  | 0  | +4  | 5 |
| Japonsko  | 3 | 1 | 2 | 0 | 4  | 2  | +2  | 4 |
| Brazílie  | 3 | 0 | 2 | 1 | 4  | 5  | -1  | 2 |
| Nigérie   | 3 | 0 | 1 | 2 | 4  | 9  | -5  | 1 |

| 14. října 1968 12:00 |        |          |                                                      |
| Španělsko            | 1 : 0  | Brazílie | Aztécký stadion, Mexico City rozhodčí: Abraham Klein |
| Fernández 77'        | Report |          | Aztécký stadion, Mexico City rozhodčí: Abraham Klein |

| 14. října 1968 12:00   |        |           |                                                             |
| Japonsko               | 3 : 1  | Nigérie   | Estadio Cuauhtémoc, Puebla rozhodčí: Ramon Sagastume Marmol |
| Kamamoto 24', 72', 89' | Report | Okoye 33' | Estadio Cuauhtémoc, Puebla rozhodčí: Ramon Sagastume Marmol |

| 16. října 1968 12:00       |        |         |                                                       |
| Španělsko                  | 3 : 0  | Nigérie | Aztécký stadion, Mexico City rozhodčí: Augusto Robles |
| Ortuño 27' Grande 52', 69' | Report |         | Aztécký stadion, Mexico City rozhodčí: Augusto Robles |

| 16. října 1968 12:00 |        |              |                                                     |
| Brazílie             | 1 : 1  | Japonsko     | Estadio Cuauhtémoc, Puebla rozhodčí: George Lamptey |
| Ferreti 9'           | Report | Watanabe 83' | Estadio Cuauhtémoc, Puebla rozhodčí: George Lamptey |

| 18. října 1968 12:00                     |        |                              |                                                      |
| Brazílie                                 | 3 : 3  | Nigérie                      | Estadio Cuauhtémoc, Puebla rozhodčí: Seyoum Tarekegn |
| Ferreti 50' Olumodeji 59' (vl.) Tião 65' | Report | Olayombo 10', 41' Anieke 19' | Estadio Cuauhtémoc, Puebla rozhodčí: Seyoum Tarekegn |

| 18. října 1968 12:00 |        |          |                                                     |
| Španělsko            | 0 : 0  | Japonsko | Aztécký stadion, Mexico City rozhodčí: Erwin Hieger |
|                      | Report |          | Aztécký stadion, Mexico City rozhodčí: Erwin Hieger |

### Skupina C
Ghana nahradila  Maroko, které odmítlo hrát proti Izraeli.
| Tým      | Z | V | R | P | VG | IG | +/- | B |
| -------- | - | - | - | - | -- | -- | --- | - |
| Maďarsko | 3 | 2 | 1 | 0 | 8  | 2  | +6  | 5 |
| Izrael   | 3 | 2 | 0 | 1 | 8  | 6  | +2  | 4 |
| Ghana    | 3 | 0 | 2 | 1 | 6  | 8  | -2  | 2 |
| Salvador | 3 | 0 | 1 | 2 | 2  | 8  | -6  | 1 |

| 13. října 1968 12:00                      |        |                          |                                                    |
| Izrael                                    | 5 : 3  | Ghana                    | Estadio Nou Camp, León rozhodčí: Michel Kitabdjian |
| Spiegel 11', 75' Feigenbaum 16', 30', 70' | Report | Jabir 18', 79' Amosa 35' | Estadio Nou Camp, León rozhodčí: Michel Kitabdjian |

| 13. října 1968 12:00                             |        |          |                                                     |
| Maďarsko                                         | 4 : 0  | Salvador | Estadio Jalisco, Guadalajara rozhodčí: Diego De Leo |
| Menczel 19' A. Dunai 47' Fazekas 51' Sárközi 68' | Report |          | Estadio Jalisco, Guadalajara rozhodčí: Diego De Leo |

| 15. října 1968 12:00     |        |                        |                                                           |
| Maďarsko                 | 2 : 2  | Ghana                  | Estadio Jalisco, Guadalajara rozhodčí: Yoshiyuki Maruyama |
| A. Dunai 15' Menczel 17' | Report | Sunday 12' Sampene 33' | Estadio Jalisco, Guadalajara rozhodčí: Yoshiyuki Maruyama |

| 15. října 1968 12:00           |        |              |                                                             |
| Izrael                         | 3 : 1  | Salvador     | Estadio Nou Camp, León rozhodčí: Thompson Shakibudeen Badru |
| Talbi 20' Spiegler 44' Bar 85' | Report | Martínez 35' | Estadio Nou Camp, León rozhodčí: Thompson Shakibudeen Badru |

| 17. října 1968 12:00 |        |          |                                                          |
| Salvador             | 1 : 1  | Ghana    | Estadio Nou Camp, León rozhodčí: Mariano Medina Iglesias |
| Rodríguez 42'        | Report | Kofi 55' | Estadio Nou Camp, León rozhodčí: Mariano Medina Iglesias |

| 17. října 1968 12:00 |        |        |                                                        |
| Maďarsko             | 2 : 0  | Izrael | Estadio Jalisco, Guadalajara rozhodčí: Arturo Yamasaki |
| A. Dunai 40', 75'    | Report |        | Estadio Jalisco, Guadalajara rozhodčí: Arturo Yamasaki |

### Skupina D
| Tým            | Z | V | R | P | VG | IG | +/- | B |
| -------------- | - | - | - | - | -- | -- | --- | - |
| Bulharsko      | 3 | 2 | 1 | 0 | 11 | 3  | +8  | 5 |
| Guatemala      | 3 | 2 | 0 | 1 | 6  | 3  | +3  | 4 |
| Československo | 3 | 1 | 1 | 1 | 10 | 3  | +7  | 3 |
| Thajsko        | 3 | 0 | 0 | 3 | 1  | 19 | -18 | 0 |

| 14. října 1968 12:00 |        |                |                                                             |
| Guatemala            | 1 : 0  | Československo | Estadio Jalisco, Guadalajara rozhodčí: Romualdo Arppi Filho |
| Stokes 28'           | Report |                | Estadio Jalisco, Guadalajara rozhodčí: Romualdo Arppi Filho |

| 14. října 1968 12:00                                                  |        |         |                                                      |
| Bulharsko                                                             | 7 : 0  | Thajsko | Estadio Nou Camp, León rozhodčí: Guillermo Velasquez |
| Gyonin 25' Žekov 55' Hristov 56', 61' Zafirov 73' Donev 85' Ivkov 88' | Report |         | Estadio Nou Camp, León rozhodčí: Guillermo Velasquez |

| 16. října 1968 12:00   |        |                           |                                                              |
| Bulharsko              | 2 : 2  | Československo            | Estadio Jalisco, Guadalajara rozhodčí: Abel Aguilar Elizalde |
| Georgiev 44' Žekov 77' | Report | Jarabinský 25' Petráš 42' | Estadio Jalisco, Guadalajara rozhodčí: Abel Aguilar Elizalde |

| 16. října 1968 12:00                          |        |                          |                                                   |
| Guatemala                                     | 4 : 1  | Thajsko                  | Estadio Nou Camp, León rozhodčí: Jean-Louis Faber |
| N. Melgar 23', 85' Roldán 55' López Oliva 67' | Report | Udomsilp Sornbutnark 44' | Estadio Nou Camp, León rozhodčí: Jean-Louis Faber |

| 18. října 1968 12:00 |        |                 |                                              |
| Bulharsko            | 2 : 1  | Guatemala       | Estadio Nou Camp, León rozhodčí: Raul Osorio |
| Donev 50' Žekov 84'  | Report | López Oliva 88' | Estadio Nou Camp, León rozhodčí: Raul Osorio |

| 18. října 1968 12:00                                                   |        |         |                                                             |
| Československo                                                         | 8 : 0  | Thajsko | Estadio Jalisco, Guadalajara rozhodčí: Felipe Buergo Elcuaz |
| Herbst 12' Petráš 17', 18', 67' Stratil 28', 34' Večerek 38' Krnáč 83' | Report |         | Estadio Jalisco, Guadalajara rozhodčí: Felipe Buergo Elcuaz |

## Play off

### Čtvrtfinále
| 20. října 1968 12:00   |        |           |                                                         |
| Mexiko                 | 2 : 0  | Španělsko | Estadio Cuauhtémoc, Puebla rozhodčí: Milivoje Gugulović |
| Morales 34' Pereda 48' | Report |           | Estadio Cuauhtémoc, Puebla rozhodčí: Milivoje Gugulović |

| 20. října 1968 12:00 |        |           |                                                        |
| Maďarsko             | 1 : 0  | Guatemala | Estadio Jalisco, Guadalajara rozhodčí: Arturo Yamasaki |
| Szűcs 69'            | Report |           | Estadio Jalisco, Guadalajara rozhodčí: Arturo Yamasaki |

| 20. října 1968 12:00          |        |               |                                                        |
| Japonsko                      | 3 : 1  | Francie       | Aztécký stadion, Mexico City rozhodčí: Seyoum Tarekegn |
| Kamamoto 27' 59' Watanabe 70' | Report | Tamboueon 32' | Aztécký stadion, Mexico City rozhodčí: Seyoum Tarekegn |

| 20. října 1968 12:00 |        |                |                                                    |
| Bulharsko            | 1 : 1  | Izrael         | Estadio Nou Camp, León rozhodčí: Michel Kitabdjian |
| Hristakiev 5'        | Report | Feigenbaum 89' | Estadio Nou Camp, León rozhodčí: Michel Kitabdjian |

 Bulharsko postoupilo po hodu mincí.

### Semifinále
| 22. října 1968 12:00             |        |                                     |                                                        |
| Mexiko                           | 2 : 3  | Bulharsko                           | Estadio Jalisco, Guadalajara rozhodčí: Seyoum Tarekegn |
| Morales 39' Pulido Rodríguez 48' | Report | Žekov 8' Hristov 9' T. Dimitrov 58' | Estadio Jalisco, Guadalajara rozhodčí: Seyoum Tarekegn |

| 22. října 1968 12:00               |        |          |                                                             |
| Maďarsko                           | 5 : 0  | Japonsko | Aztécký stadion, Mexico City rozhodčí: Romualdo Arppi Filho |
| Szűcs 30', 60', 75' Novák 53', 65' | Report |          | Aztécký stadion, Mexico City rozhodčí: Romualdo Arppi Filho |

### O 3. místo
| 24. října 1968 12:00 |        |        |                                                                      |
| Japonsko             | 2 : 0  | Mexiko | Aztécký stadion, Mexico City diváci: 105 000 rozhodčí: Abraham Klein |
| Kamamoto 20', 40'    | Report |        | Aztécký stadion, Mexico City diváci: 105 000 rozhodčí: Abraham Klein |

### Finále
| 26. října 1968 12:00                     |        |              |                                                                    |
| Maďarsko                                 | 4 : 1  | Bulharsko    | Aztécký stadion, Mexico City diváci: 75 000 rozhodčí: Diego De Leo |
| Menczel 40' A. Dunai 41', 49' Juhász 62' | Report | Dimitrov 22' | Aztécký stadion, Mexico City diváci: 75 000 rozhodčí: Diego De Leo |

## Medailisté
| Zlato   | Maďarsko  |
| Stříbro | Bulharsko |
| Bronz   | Japonsko  |